# Tandava

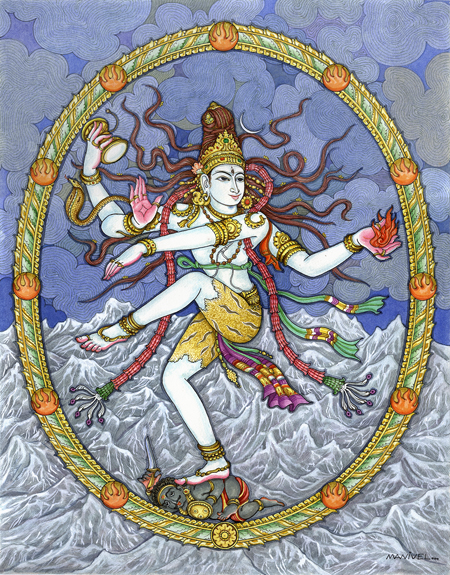
Nataraja; als kosmischer Tänzer zeigt Gott Shiva die rhythmische Bewegung des ganzen Kosmos.

Tandava (Sanskrit ताण्डव tāṇḍava) ist ein Tanz, der vom Hindu-Gott Shiva ausgeführt wird. Der Hindu-Mythologie zufolge ist Shivas tandava ein wilder Tanz, und dieser Tanz ist die Quelle des Zyklus aus Schöpfung, Erhaltung und Auflösung.
Während der Rudra Tandava seine gewaltsame Natur erst als Schöpfer, dann als Zerstörer des Universums, ja sogar des Todes selbst, zeigt, ist der Ananda Tandava Shiva als der, der sich an seiner Schöpfung – dem Universum – freut. In der Hindu-Mythologie wird Shiva als Nataraja, „Herr des Tanzes“, bezeichnet.
Der Name Tandava kommt von Tandu (Sanskrit तण्डु taṇḍu), dem Begleiter Shivas, der Bharata Muni (Autor des Natyashastra) in den Angahara und Karana des Tandava-Tanzes unterrichtet hat. Einige Gelehrte denken, dass Tandu selbst der Autor eines früheren Werks über die Dramaturgie gewesen sein muss, welche in das Natya shastra eingebaut worden war. In der Tat könnten sich die klassischen Künste von Tanz, Musik und Lied aus den Mudras und Ritualen des Shivaismus ableiten lassen.

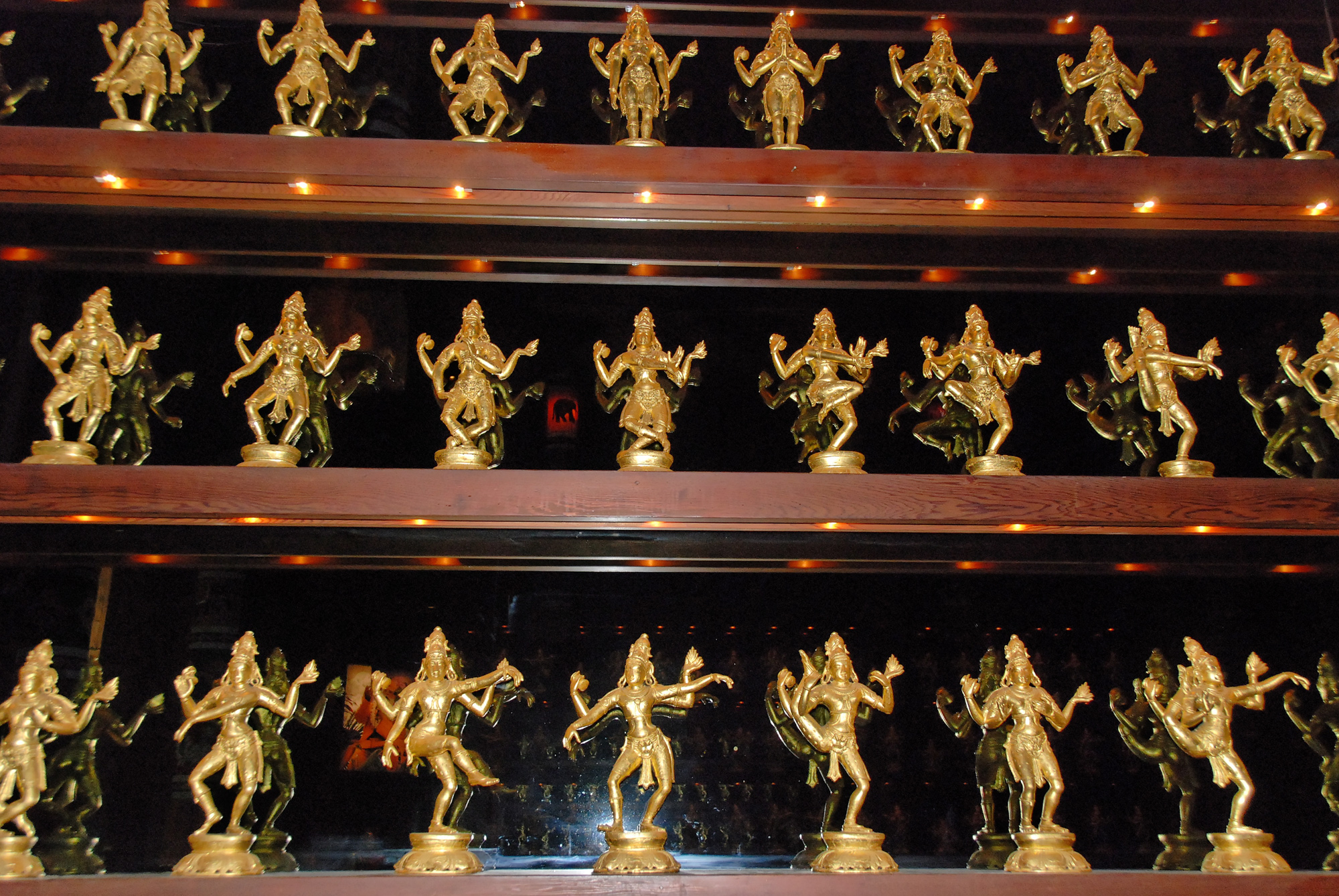
Einige der 108 karanas im Kadavul Hindutempel auf Kauai, Hawaii. Es ist eine von wenigen kompletten Sammlungen, die erhalten sind, gespendet von Satguru Sivaya Subramuniyaswami in den 1980er Jahren. Jede Skulptur ist ungefähr 30 cm hoch. Im Nataraja-Tempel in Chidambaram soll sich ebenfalls eine vollständige Sammlung befinden.

Die 32 Angahara und 108 Karana werden von Bharata in Kapitel 4 des Natya Shastra, Tandava Lakshanam, diskutiert. Karana ist die Kombination von Hand- und Fußbewegungen, welche eine Tanzfigur bilden. Angahara ist aus sieben oder mehr Karanas zusammengesetzt. Die 108 Karanas im Tandava könnten zum Tanzen, Kämpfen und zur Selbstverteidigung wie auch zu anderen speziellen Bewegungen angewendet werden.
Der Tanz ist eine bildliche Allegorie der fünf prinzipiellen Manifestationen der ewigen Energie:
- Shrishti – Schöpfung, Evolution
- Sthiti – Erhaltung, Unterstützung
- Samhara – Zerstörung, Evolution
- Tirobhava – Illusion
- Anugraha – Lösung, Emanzipation, Anmut

Auf diese Weise symbolisiert tandava die kosmischen Zyklen von Schöpfung und Zerstörung wie auch den täglichen Rhythmus von Geburt und Tod.

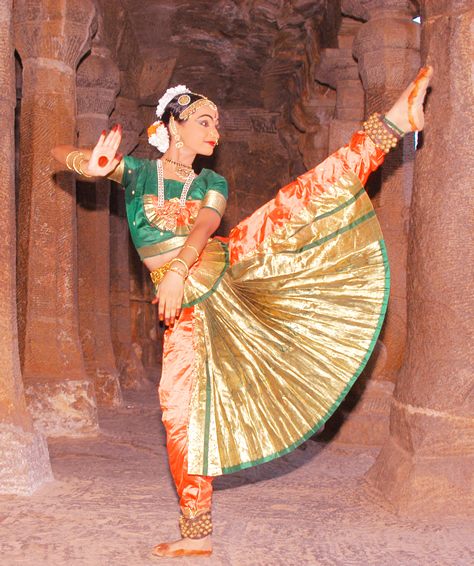
Rudra Tandava: Eine Tänzerin zeigt das Treten nach dem Todesgott Yama.

Der Tandava, wie er im heiligen Tanzdrama Südindiens ausgeführt wird, hat energische, forsche Bewegungen. Mit Freude ausgeführt heißt der Tanz Ananda Tandava. In gewaltsamer Weise ausgeführt heißt der Tanz Rudra Tandava. In den Hindutexten werden mindestens sieben Typen von Tandava aufgeführt: Ananda Tandava, Tripura Tandava, Sandhya Tandava, Samhara Tandava, Kali (Kalika) Tandava, Uma Tandava and Gauri Tandava. Einige glauben jedoch, es gebe sogar 16 Stilrichtungen oder Typen.
"Wie viele verschiedene Tänze Shivas bei seinen Anhängern bekannt sind, kann ich nicht sagen. Zweifellos ist die Grundidee hinter all diesen Tänzen mehr oder weniger ein und dieselbe, nämlich die Manifestation primärer rhythmischer Energie. Was immer die Ursprünge von Shivas Tanz sind, er wurde zum deutlichsten Bild göttlicher Aktivität, die in irgendeiner Kunst oder Religion vorkommt." (Ananda Coomaraswamy)

Der Tanz, den die Göttin Parvati als Antwort auf Shivas Tandava ausführt, heißt Lasya. Hier sind die Bewegungen sanft, graziös und manchmal erotisch. Einige Gelehrte sagen, Lasya sei die weibliche Version von Tandava. Lasya hat zwei Arten: Jarita Lasya und Yauvaka Lasya.
Die hinduistischen Schriften erzählen von verschiedenen Gelegenheiten, bei denen Shiva oder andere Götter den Tandava getanzt haben. Als Sati (erste Frau Shivas, die als Parvati wiedergeboren wurde) in das Opferfeuer (Agni Kunda) in Dakshas Yagna sprang und so ihr Leben aufgab, soll Shiva den Rudra Tandava getanzt haben, um seinen Gram und Ärger auszudrücken. Das Shivapradosha stotra sagt, wenn Shiva den Sandhya Tandava tanzt, spielen die anderen Götter wie Brahma, Vishnu, Sarasvati, Lakshmi und Indra Musikinstrumente und singen die Lobpreisungen auf Shiva.
Ganesha, Shivas Sohn, wird in Statuen in den Tempeln abgebildet als Ashtabhuja tandavsa nritya murtis (acht-armige Form von Ganesha beim Tanzen von Tandava‘). Das Bhagavatapurana erzählt wie Krishna seinen Tandava auf dem Kopf der Schlange Kaliya tanzt. Wie die jainistische Tradition berichtet, wird über Indra gesagt, er habe den Tandava zu Ehren Rishabas getanzt, als dieser geboren worden war.